# Nomada aprilina
Nomada aprilina är en biart som beskrevs av Swenk 1913. Nomada aprilina ingår i släktet gökbin, och familjen långtungebin. Inga underarter finns listade i Catalogue of Life.